# Bridgehampton
Bridgehampton es un lugar designado por el censo (o aldea) ubicado en el condado de Suffolk en el estado estadounidense de Nueva York. En el año 2000 tenía una población de 1,381 habitantes y una densidad poblacional de 57.1 personas por km².
El autódromo de Bridgehampton albergó carreras de automovilismo de diversos campeonatos profesionales en las décadas de 1950 y 1960, entre ellos el Campeonato Mundial de Resistencia, la Copa NASCAR, el USRRC, la CanAm, la Trans-Am y el Campeonato IMSA GT.

## Geografía
Bridgehampton se encuentra ubicado en las coordenadas 40°55′59″N 73°18′29″O / 40.93306, -73.30806. Según la Oficina del Censo, la ciudad tiene un área total de 28,9 km² (11,2 mi²), de la cual 24,2 km² (9,3 mi²) es tierra y 4,8 km² (1,9 mi²) (16.37%) es agua.

## Demografía
Según la Oficina del Censo en 2000 los ingresos medios por hogar en la localidad eran de $54,896, y los ingresos medios por familia eran $74,583. Los hombres tenían unos ingresos medios de $50,865 frente a los $32,778 para las mujeres. La renta per cápita de la localidad era de $43,781. Alrededor del 8.5% de la población estaban por debajo del umbral de pobreza.